# Tong Zenghuan
Tong Zenghuan (* 29. November 1995) ist eine chinesische Sprinterin, die sich auf den 400-Meter-Lauf spezialisiert hat.

## Sportliche Laufbahn
Erstmals trat Tong Zenghuan bei den Asienspielen 2018 in Jakarta in Erscheinung. Im Finale über 400 Meter lief sie in 53,95 s auf den sechsten Platz.
2017 wurde Tong chinesische Meisterin im 400-Meter-Lauf.

## Persönliche Bestleistungen
- 400 Meter: 52,62 s, 16. Juni 2018 in Guiyang
  - 400 Meter (Halle): 54,95 s, 23. Februar 2017 in Xianlin